# Francesc Valls
Pour les articles homonymes, voir Valls (homonymie).
Francesc Valls i Galan (ca 1671, Barcelone ? - 2 février 1747, Barcelone) est un compositeur et un théoricien de la musique de l'époque baroque espagnole, un des plus grands représentants de la musique baroque en Catalogne.

## Biographie
On ne sait rien sur sa naissance ni sa formation. En général on affirme qu'il est né à Barcelone et qu'il a pu étudier avec le maître de la cathédrale Juan Barter. Cependant il y a des raisons de penser qu'il a pu s'être formé à Valence.
On a affirmé sans preuve qu'il a été maître de chapelle de l'église paroissiale de Mataró et qu'en 1688 il se trouvait à la Cathédrale Sainte-Marie de Gérone. Il a été nommé maître de chapelle de Sainte-Marie-de-la-Mer en 1696 et le 7 décembre de la même année il a remplacé à la cathédrale de Barcelone Juan Barter, qui partait à la retraite. Le 5 décembre 1706, à la mort de Barter, il a réussi à être nommé à perpétuité. Il s'est retiré en 1726, tout en continuant d'être le propriétaire de la place jusqu'à sa mort. Francesc Valls a eu pour élèves Pedro Rabassa et Domènec Terradellas.
La critique l'a considéré un compositeur clé pour la musique catalane et plus généralement espagnole de l'époque, tant pour le lieu où il exerçait (la Cathédrale de Barcelone) que pour la connaissance qu'il avait des nouveaux courants musicaux en France, Italie et Allemagne.

## Œuvres
- Agnus Dei, canon à 6 voix
- Ah de la esfera de Marte, villancico, dédié à saint Georges
- Beata me dicent, canon à 4 voix et basse continue du 11e ton
- Beatus vir, Salm 111 de Vespres à 7 voix en dos cors et basse continue
- Benedicta tu in mulieribus. Canon cancrizante à 4, 2º ton
- Benedictus qui venit, canon à 4 voix
- De un puro ardor abrasada
- De una medrosa noche, cantate profane
- Diffusa est gratia, fugue pour 2 voix, 2 violons et basse continue
- Domine ad adiuvandum chant d'invocation initiale à 8 voix en deux chœurs et basse continue
- Ecce erim veritatem, fugue à 3 voix et basse continue
- Ecce erim veritatem, canon à 6 voix et basse continue
- Es un noble y sagrado firmamento, cantate a sol avec 2 violons et basse continue, dédiée à saint François Borgia
- Magnificat, cantique de vêpres à 6 voix en deux chœurs et basse continue
- Missa de difunts, à 8 voix, 2 violons et basse continue
- Missa del 5º tono
- Missa del 7º tono
- Missa Regalis (>1702), écrite en scala Aretina
- Missa Scala Aretina (1702), pour 11 voix en trois chœurs, deux violons, 2 hautbois, violone, 2 clairons (ou trompettes), orgue et basse continue pour une harpe
  - Kyrie
  - Gloria
  - Credo
  - Sanctus
  - Agnus Dei
- Moradores del ámbito del mundo, villancico à 12 voix en chœurs, deux violons, violone, clairon, orgue et basse continue
- O gloriosa virginum. Composición cancrizante del 2º tono, hymne à 5 voix et basse continue
- Responsori de difunts, à huit voix, dos violons et basse continue
- Salid del Averno, pour 4 voix, 2 violons et basse continue
- Specie Tua, canon à 4 voix et basse continue. 3e ton
- Super aspidem et basiliscum ambulabis, pour 12 voix en trois chœurs, et basse continue
- Veni electa mea canon à 4 voix et basse continue, 11e ton

### Motets
- A sumente non concissus, à 6 voix et basse continue
- Beata quæ credidisti, à 12 voix et basse continue
- La caída del primer hombre
- Domine quando veneris, à 4 voix et basse continue
- Domine vim patior, à 4 voix et basse continue
- Eco de la voz divina formado por el famoso platero "Beseleél" (1736), dédié à saint Éloi
- La escogida Esther (1736)
- Fulcite me, à 4 voix et basse continue
- El Grande Samuel (1737), dédié à saint François de Paule
- Hodie Maria Virgo, à 8 voix en deux chœurs, et basse continue
- Lauda Jerusalem, motet polychoral avec violons, clairon et basse continue
- O vos omnes, à 4 voix et basse continue
- Oratorio místico i alegórico que en culto de María Santísima del Pilar (1717)
- Plorans ploravit, à 4 voix et basse continue
- La privilegiada Esther (1737)
- Quemadmodum desiderat, pour une voix, viole de gamba et basse continue
- Tenebræ factæsunt (1744), à 4 voix et basse continue
- Tota pulchra es Maria (<1719), à quatre voix et basse continue